# Angus Deaton
Angus Stewart Deaton (Edimburgo, 19 de octubre de 1945) es un economista británico escocés de microeconomía, nacionalizado y residente en Estados Unidos.
Fue laureado con el Premio del Banco de Suecia en Ciencias Económicas en memoria de Alfred Nobel en 2015.

## Biografía
Deaton nació en Edimburgo, Escocia. Fue educado en la fundación escolar Fette College, en Edimburgo. Obtuvo su licenciatura y maestría en la Universidad de Cambridge, con su tesis "Modelos de demanda de los consumidores y su aplicación en el Reino Unido", allí fue becado para estudiar en el Fitzwilliam College, donde trabajó en compañía de Richard Stone y Terry Barker, en el Departamento de Economía Aplicada.
En 1976, Deaton asumió el cargo de profesor de econometría en la Universidad de Bristol. Durante este período, completó una parte significativa de su trabajo más influyente. En 1978, se convirtió en el primer receptor de la Medalla Frisch, un premio otorgado por la Econometric Society cada dos años a un artículo publicado en los últimos cinco años en Econometrica. En 1980, su documento sobre cómo la demanda de diversos bienes de consumo depende de los precios y los ingresos se publicó en The American Economic Review. Desde entonces, este artículo ha sido considerado como uno de los veinte artículos más influyentes publicados en la revista en sus primeros cien años.
En 1983, dejó la Universidad de Bristol para irse a la Universidad de Princeton, donde su nombramiento fue sugerido por John P. Lewis exdecano de WWS. Actualmente es Profesor de Asuntos Internacionales y profesor de Economía y Asuntos Internacionales en la Escuela de Asuntos Públicos e Internacionales Woodrow Wilson y el Departamento de Economía de Princeton. Desde 2017, también tiene un puesto en la Universidad del Sur de California, donde es el Profesor Presidencial de Economía. Posee la ciudadanía británica y estadounidense.
En octubre de 2015 se anunció que Deaton había ganado el Premio Nobel en Ciencias Económicas de ese año. La BBC informó que Deaton estaba "encantado" y que se describió a sí mismo como "alguien que se preocupa por los pobres del mundo y cómo se comporta la gente, y qué les da una buena vida". La Real Academia de Ciencias de Suecia dijo que la política económica destinada a reducir la pobreza solo podría diseñarse una vez que se entendieran las opciones de consumo de los individuos, y dijo: "Más que nadie, Angus Deaton ha mejorado esta comprensión. Al vincular las opciones individuales detalladas y los resultados agregados, su investigación ha ayudado a transformar los campos de la microeconomía, la macroeconomía y la economía del desarrollo ". El economista de la Universidad de Nueva York, William Easterly, dijo: "Lo que impresiona de este Nobel es en cuántos campos diferentes ha contribuido Angus". Easterly notó la valentía de Deaton ante los aspectos políticos de su área de investigación y los "detalles tortuosos" involucrados en su trabajo, y agregó: "Nadie lo acusa de tener una agenda sobre estas preguntas, y hay mucha gente en este campo que tiene una agenda ".
Deaton es también el autor de "Cartas desde América", una popular publicación semestral en el Boletín de la Royal Economic Society.

## Aportaciones
Deaton formuló la Paradoja de Deaton basada en la observación de un exceso de suavidad en el consumo frente a las crisis permanentes e imprevistas de los ingresos. Además del análisis del comportamiento de los hogares a nivel microeconómico. Las áreas de investigación de Deaton incluyen la medición de la pobreza mundial, economía de la salud y el desarrollo económico.

### Sistema de demanda casi ideal
En 1980 publicó junto a John Muellbauer, su trabajo conocido como Almost Ideal Demand System (Sistema casi ideal de demanda), un modelo de la demanda de los consumidores, empleado por los economistas para estudiar el comportamiento del consumidor. Representa un elaborado tratado de la demanda del consumidor, proporcionando una aproximación de primer orden, arbitraria a cualquier sistema de demanda, que satisface los axiomas de la elección, evitando características poco atractivas de otros modelos.
Según una revisión de la American Economic Review, el documento "introduce un sistema práctico de ecuaciones de demanda que son consistentes con la maximización de las preferencias y tienen la flexibilidad suficiente para respaldar el análisis de bienestar completo de las políticas que tienen un impacto en los consumidores". El documento fue catalogado como uno de los 20 mejores trabajos publicados en la AER en los primeros 100 años de la revista.

### Morbilidad y mortalidad en elsigloXXI
En 2015, Anne Case y Angus Deaton publicaron el documento Aumento de la morbilidad y la mortalidad en la mediana edad entre los estadounidenses blancos no hispanos en el siglo XXI en las Actas de la Academia Nacional de Ciencias. En el artículo, Case y Deaton destacan el aumento de la tasa de mortalidad por todas las causas entre los estadounidenses blancos no hispanos de mediana edad en la última década, una tendencia reciente que fue única entre los países "ricos". Case y Deaton descubrieron que las tasas de mortalidad en aumento solo ocurrían para los blancos no hispanos y que los blancos no hispanos con menos educación estaban en mayor riesgo. Además, descubrieron que las crecientes tasas de mortalidad entre los blancos no hispanos podrían clasificarse como "muertes por desesperación", especialmente las intoxicaciones por drogas y alcohol, el suicidio y las enfermedades crónicas del hígado y la cirrosis ". Finalmente, notaron que el aumento las tasas de mortalidad fueron acompañadas por un aumento en las tasas de morbilidad, en particular "las disminuciones en la salud, la salud mental y la capacidad de realizar actividades de la vida diaria y los aumentos en el dolor crónico y la incapacidad para trabajar". Para explicar su hallazgos, Case y Deaton señalan la creciente disponibilidad y el abuso de los opioides:
```
  "El aumento de la disponibilidad de prescripciones de 
opioides
 para el dolor que comenzó a fines de la década de 1990 se ha observado ampliamente, al igual que la mortalidad asociada. El CDC estima que por cada analgésico recetado en el 2008, hubo 10 admisiones para tratamiento por abuso, 32 visitas al departamento de emergencia por mal uso o abuso, 130 personas que abusaban o eran dependientes y 825 usuarios no médicos ...
```

```
  Las adicciones son difíciles de tratar y el dolor es difícil de controlar, por lo que las personas que actualmente viven en la mediana edad pueden ser una "generación perdida" cuyo futuro es menos brillante que el de los que las precedieron."
[
10
]
```

Como seguimiento de su trabajo anterior, Case y Deaton recibieron fondos del Instituto Nacional sobre el Envejecimiento a través de la Oficina Nacional de Investigación Económica para publicar un estudio más amplio que se publicó en 2017 titulado Mortalidad y morbilidad en el siglo XXI. Al ampliar su investigación, encontraron que las tasas de mortalidad de blancos no hispanos educados han comenzado a disminuir nuevamente, aunque las tasas de blancos no hispanos sin educación continúan subiendo; al mismo tiempo, las tasas de hispanos y negros continuaron disminuyendo, independientemente del nivel educativo. Además, encontraron que los recursos contemporáneos no tuvieron ningún efecto en las tasas de mortalidad y que, en cambio, el empeoramiento de las oportunidades del mercado laboral para los blancos no hispanos sin educación ha impulsado varias desventajas acumulativas para las personas de mediana edad, como el empeoramiento de los resultados en el matrimonio y el cuidado de los niños, y en general de la salud.
Como resultado de esta investigación, Case opinó que la angustia física y mental puede reforzar a candidatos como Donald Trump y Bernie Sanders. Del mismo modo, el Washington Post y una encuesta de Gallup mostraron una fuerte correlación entre el apoyo a Trump y las tasas de mortalidad más altas.

## Premios y condecoraciones
En 1978 Deaton convirtió en el primer receptor de la Medalla Frisch, un premio otorgado por la Sociedad Econométrica cada dos años a las investigaciones, teórica o empíricas, que hayan sido publicadas durante 5 años previos a la entrega del premio en la revista Econometrica. Deaton es miembro de la Econometric Society, miembro correspondiente de la Academia Británica, y miembro de la Academia Americana de las Artes y las Ciencias. Posee títulos honoríficos de la Universidad de Roma Tor Vergata, University College de Londres y la Universidad de St. Andrews.
En 2009 presidió la American Economic Association. Ganó en 2011 el premio de la Fundación BBVA Fronteras de Conocimiento en Economía, Finanzas y Gestión por sus contribuciones fundamentales a la teoría del consumo y el ahorro, y la medición del bienestar económico. Deaton también ha desarrollado la metodología de referencia para la medición de la pobreza.
El 12 de octubre de 2015 fue laureado con el Premio del Banco de Suecia en Ciencias Económicas en memoria de Alfred Nobel por sus análisis sobre los sistemas de demanda, el consumo y los ingresos, la pobreza y el bienestar.

## Estudios e investigaciones
- Economics and Consumer Behavior, New York: Cambridge University Press. (450 pp.) (with J.Muellbauer).
- Understanding Consumption, Oxford. Clarendon Press, 242 pp. (The 1991 Clarendon Lectures in Economics.) Spanish translation, El Consumo, Madrid, 1995. Chinese Translation, 2003.
- The Analysis of Household Surveys: A Microeconometric Approach to Development Policy, Baltimore, Johns Hopkins University Press for the World Bank, 1997. (479 pp.)
- The Great Indian Poverty Debate edited by Angus Deaton and Valerie Kozel, New Delhi: Macmillian India Ltd., 2005.
- The Great Escape: Health, Wealth, and the Origins of Inequality, Princeton: Princeton University Press, 2013. En idioma español El gran escape, México: FCE, 2015.